# Interakcja społeczna
Interakcja społeczna – wzajemne oddziaływanie na siebie jednostek społecznych, z których każda ma świadomość podmiotowości.
Interakcja najczęściej wyrażana jest przy użyciu języka i innych kodów kulturowych. Jest to jedno z podstawowych pojęć w socjologii.
Ze względu na sytuację, sposób interpretacji, partnera interakcji i cel interakcji wyróżnić można:
- interakcję zogniskowaną
- interakcję niezogniskowaną
- interakcję symboliczną
- interakcję transakcyjną

## Interakcyjny model społeczeństwa
Model ten pojawił się pod koniec XIX wieku i tłumaczył on istnienie społeczeństwa nie jako tworu, który jest wynikiem wrodzonych atrybutów jednostek, ale jako byt, który istnieje dzięki wzajemnym oddziaływaniom jednostek. Georg Simmel w interakcjach widział formy uspołecznienia, Max Weber natomiast działania społeczne. W tym modelu wszelkie struktury należy pojmować jako układy interakcji elementów składających się na te struktury, przy czym w ujęciu socjologii humanistycznej oddziałujące elementy, to świadome jednostki, które mogą kierować się swoimi wartościami czy interesami.
W ujęciu funkcjonalnym Talcotta Parsonsa interakcja jest jednym z podstawowych elementów systemu, ponieważ sam system społeczny jest systemem działań między jednostkami. W interakcjonizmie symbolicznym dla którego pojęcie interakcji jest bazowe, istnienie społeczeństwa jest możliwe tylko dzięki odtwarzaniu i podtrzymywaniu sytuacji interakcyjnych. Natomiast w ujęciu Giddensa, twórcy koncepcji strukturacji, struktura społeczna istnieje dzięki interakcjom, które są z kolei zależne od uwarunkowań strukturalnych danego społeczeństwa, czy danej grupy społecznej.
Pojęcie interakcji jest także kluczowym w teorii gier.